# Cambio climático y pueblos indígenas
El cambio climático impacta de manera desproporcionada en los pueblos Indígenas de todo el mundo en comparación con los pueblos no Indígenas. Tal impacto se deja sentir particularmente en los ámbitos de la salud, el medio ambiente y las comunidades. Algunos académicos argumentan que los impactos desproporcionados son el resultado de formas actuales de colonialismo.
Los pueblos Indígenas que se encuentran en África, el Ártico, Asia, Australia, Iberoamérica, América del Norte y el Pacífico tienen estrategias y conocimientos tradicionales para adaptarse al cambio climático. Estos sistemas de conocimiento pueden ser beneficiosos para la adaptación de su propia comunidad al cambio climático como expresión de autodeterminación, así como para las comunidades no Indígenas.
La mayor parte de la biodiversidad del mundo se encuentra dentro de territorios Indígenas. Hay más de 370 millones de pueblos Indígenas,repartidos en más de 90 países. Aproximadamente el 22% de la tierra del planeta son territorios Indígenas, y esta cifra varía ligeramente según cómo se definan tanto la indigeneidad como el uso de la tierra. Los pueblos Indígenas desempeñan un papel crucial como los principales poseedores de conocimientos dentro de sus comunidades. Este conocimiento incluye el que se relaciona con el mantenimiento de los sistemas socioecológicos. La Declaración de las Naciones Unidas sobre los Derechos de los Pueblos Indígenas reconoce que los pueblos Indígenas tienen conocimientos específicos, prácticas tradicionales y costumbres culturales que pueden contribuir al manejo adecuado y sostenible de los recursos ecológicos.
Los pueblos Indígenas tienen innumerables experiencias con los efectos del cambio climático, debido a las amplias áreas geográficas que habitan en todo el mundo y porque sus culturas y medios de vida tienden a estar vinculados a prácticas y relaciones basadas en la tierra, que desafían las percepciones occidentales de la naturaleza como propiedad o como recurso. Los pueblos Indígenas tienen una amplia variedad de experiencias que la ciencia está comenzando a incluir en su investigación sobre el cambio climático y sus posibles soluciones. Como resultado de esta inclusión, los conceptos de conocimiento tradicional y prácticas tradicionales son cada vez más respetados y considerados dentro de la investigación científica.

## Impactos del cambio climático sobre los pueblos Indígenas
Los informes muestran que millones de personas en todo el mundo tendrán que trasladarse debido al aumento del nivel del mar, las inundaciones, las sequías y las tormentas. Si bien estas condiciones afectarán a personas de todo el planeta, el impacto afectará de manera desproporcionada a los pueblos Indígenas.
Muchos agricultores Indígenas están notando cambios obvios en el clima y la naturaleza, aunque a menudo no están realmente familiarizados con el concepto de cambio climático. Los pueblos Indígenas a menudo se han basado en su propio calendario de cultivos según la dirección del viento, las estaciones de floración, las migraciones de aves y otros factores ambientales observables durante miles de años. Pero debido al calentamiento global, los agricultores que cuentan con los pronósticos tradicionales no tienen herramientas para afrontar cambios en los patrones estacionales provocado por el cambio climático. Además, los agricultores con acceso limitado a la tecnología y a los sistemas de alerta temprana no podrán enfrentarse a cambios climáticos inesperados, como variaciones de temperatura o precipitaciones repentinas.
Todas estas condiciones están poniendo a los pueblos Indígenas bajo presión psicológica y física. Para los pueblos Indígenas, los patrones de crecimiento en sus métodos de cultivo a menudo están estrechamente relacionados con los ritos religiosos y culturales locales.
Los pueblos Indígenas se verán más afectados por el cambio climático que los pueblos no Indígenas por varias razones:
- Las comunidades Indígenas geográficamente tienden a estar ubicadas en regiones más vulnerables al cambio climático, como selvas tropicales nativas, regiones árticas y áreas costeras.[13]
- Muchas culturas y estilos de vida Indígenas están vinculados directamente con el medio ambiente, por lo que la salud del medio en el que viven es extremadamente importante para su bienestar físico y espiritual.[14][15] Las alteraciones en el medio ambiente tendrán mayores efectos en las personas que dependen directamente de él, tanto espiritual como físicamente.[16] Los pueblos Indígenas sufrirán más debido a su profunda conexión con la tierra.[17]
- Los crecientes efectos negativos del cambio climático también están directamente relacionados con la opresión y la pobreza y otros problemas asociados al colonialismo.[18] Esto se debe a que los pueblos Indígenas han experimentado una serie de invasiones traumáticas. Por ejemplo, "las masacres, las políticas genocidas, las pandemias de enfermedades, la expulsión y reubicación forzosas, las políticas de asimilación de los internados indios y la prohibición de las prácticas espirituales y culturales han producido una historia de genocidio étnico y cultural".[19]
- Las comunidades Indígenas de todo el mundo generalmente tienen desventajas económicas que no son tan frecuentes en las comunidades no Indígenas debido a la opresión constante que han experimentado. Estas desventajas incluyen niveles educativos más bajos y tasas más altas de pobreza y desempleo, que se suman a su vulnerabilidad al cambio climático.[16]

Sin embargo, muchos estudios sugieren que, si bien experimentan los impactos del cambio climático en niveles desproporcionados, los pueblos Indígenas tienen una gran capacidad de adaptación cuando se trata de los cambios ambientales causados por el cambio climático, y hay muchos casos en los que los pueblos Indígenas se están adaptando con éxito. Su adaptabilidad radica en los conocimientos tradicionales de sus culturas. En algunos casos, la pérdida de conocimientos tradicionales y la opresión que enfrentan los pueblos Indígenas representan una amenaza mayor que el calentamiento global.

## Impactos del cambio climático por región

### África

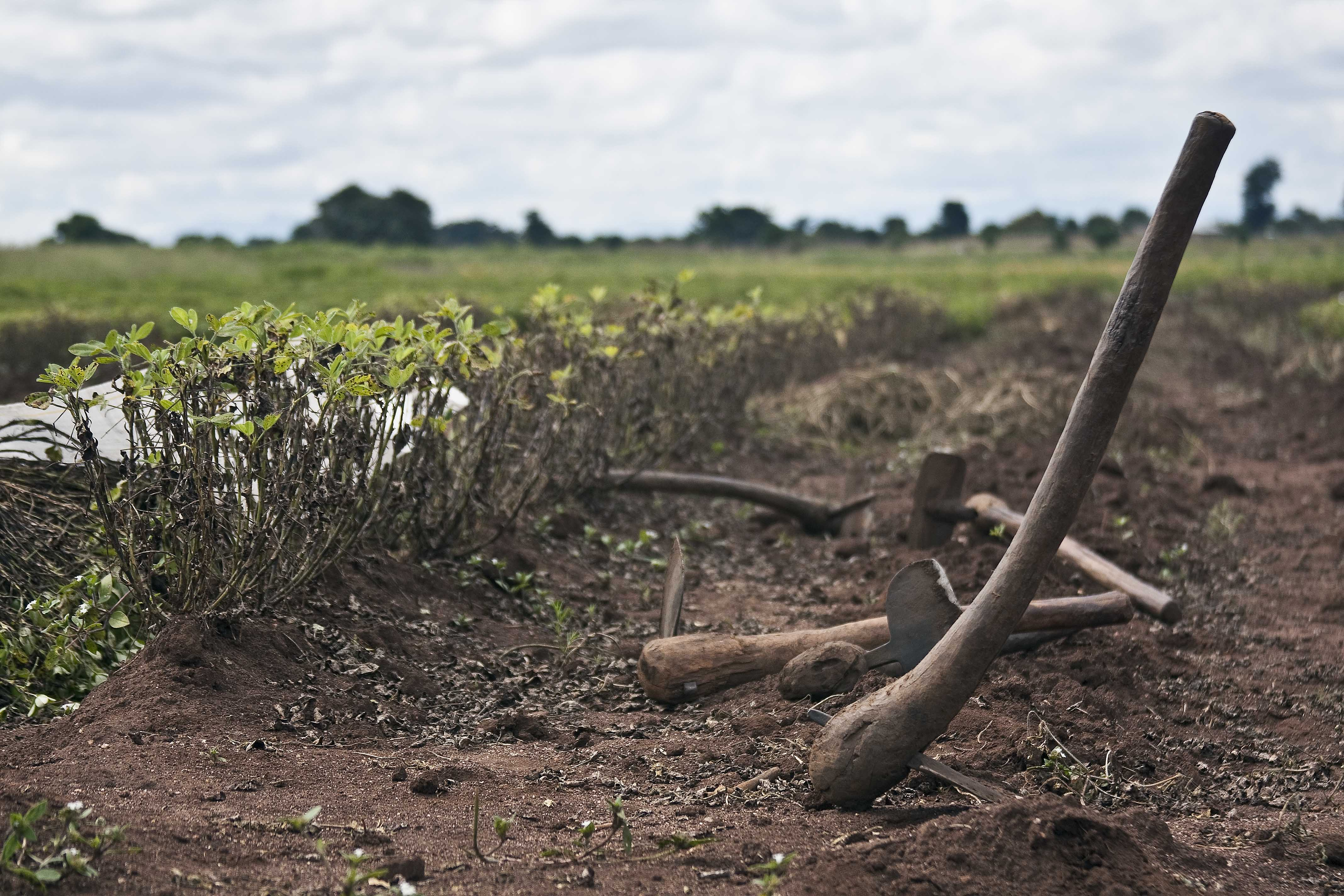
Herramientas agrícolas de Malawi, donde los investigadores estudiaron técnicas de agricultura indígena.

El cambio climático en África conducirá a la inseguridad alimentaria, el desplazamiento de personas Indígenas, así como un aumento de las hambrunas, la sequía y las inundaciones. En algunas regiones de África, como Malawi, el cambio climático también puede provocar deslizamientos de tierra y granizso. La presión del cambio climático en África se amplifica porque la infraestructura de gestión de desastres es inexistente o es muy inadecuada en todo el continente. Además, el impacto del cambio climático en África recae de manera desproporcionada en los pueblos Indígenas porque tienen limitaciones en su migración y movilidad, se ven más afectados negativamente por la disminución de la biodiversidad y sus tierras agrícolas se degradan de manera desproporcionada por el cambio climático. En Malawi, ha habido una disminución en el rendimiento por unidad de hectárea debido a sequías prolongadas y precipitaciones insuficientes.
En Nigeria, se ha informado que el delta del Níger es la región más vulnerable al clima de Nigeria. Se han registrado incidencias de inundaciones anualmente, especialmente en asentamientos a lo largo del río Níger y sus afluentes, y esto abrumó a muchas ciudades y provocó el desplazamiento de personas de sus hogares.
En el sur de Egipto y el norte de Sudán, los pueblos Indígenas todavía siguen el calendario copto, que es un antiguo calendario faraónico utilizado por la población agrícola. Normalmente, estas regiones plantarían trigo hacia finales de agosto. Pero debido al cambio en las temperaturas, los agricultores deben retrasar los cultivos, lo que afecta a todo el ciclo de cultivo. Según Ismail El Gizouli, un científico sudanés y expresidente en funciones del Panel Intergubernamental sobre Cambio Climático (IPCC) de la ONU: "Hasta hace 20 años, este calendario era casi perfecto", pero ahora "debido al cambio climático hay una variabilidad de un año a otro".
Los países más septentrionales y meridionales del continente africano se consideran subtropicales. La sequía es una de las amenazas más importantes que plantea el cambio climático para las regiones subtropicales. La sequía conduce a problemas posteriores relacionados con el sector agrícola que tiene efectos significativos en los medios de vida de las poblaciones dentro de esas áreas. Los pastores de todo el continente se han enfrentado a la aridez de la tierra mediante la adopción de un estilo de vida nómada para encontrar diferentes fuentes de agua para su ganado.

### Ártico

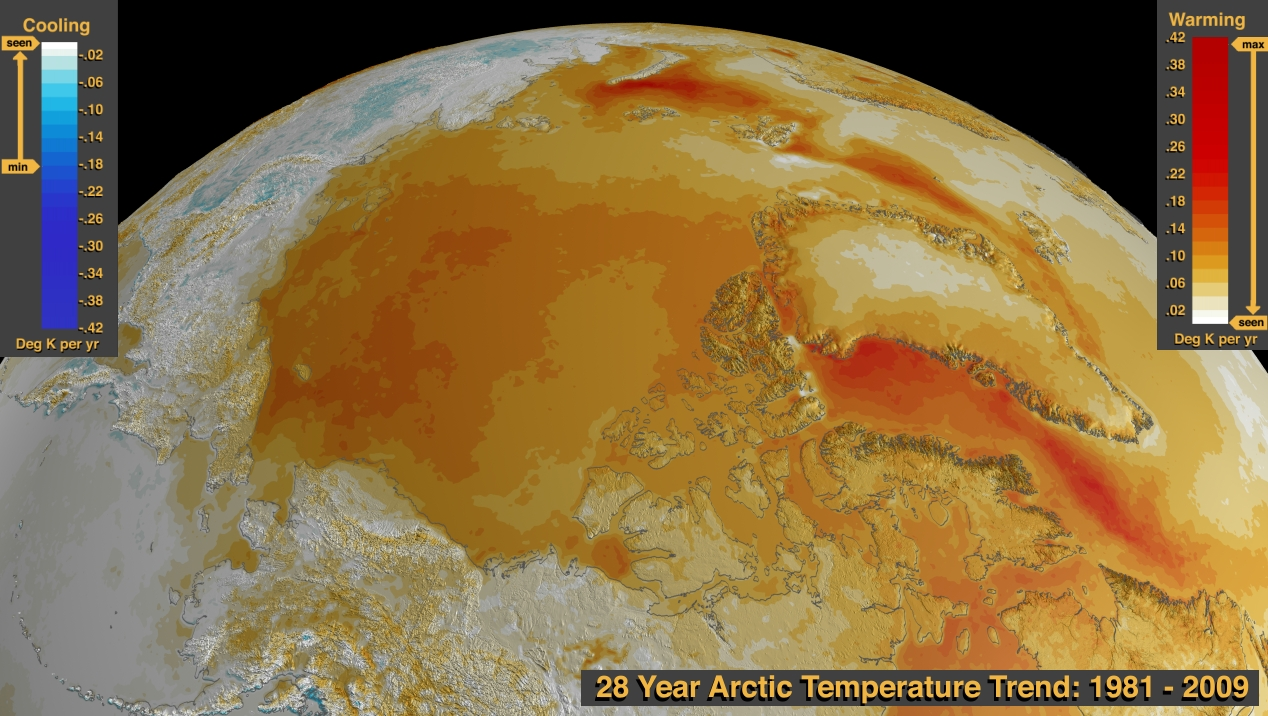
Aumento de la temperatura del Ártico.

El cambio climático está teniendo el impacto más dramático en la región ártica. En comparación con el resto del mundo, las temperaturas aumentan el doble respecto de los valores previos. Como resultado, las naciones Indígenas que existen en esta región enfrentan desafíos sin precedentes. Con respecto a las emisiones globales de dióxido de carbono, las naciones Indígenas del Ártico son responsables de contribuciones mínimas. China es responsable del 28%, Estados Unidos es responsable del 15% e India es responsable del 7% y Rusia es responsable del 5%. Las naciones árticas en total son responsables del 22% de las emisiones globales totales de dióxido de carbono. Si bien estas naciones Indígenas existen dentro de estas naciones árticas, las emisiones provienen principalmente de compañías de petróleo y gas y otros actores no Indígenas. Aunque las naciones Indígenas del Ártico tienen una responsabilidad mínima en causar el cambio climático, no pueden escapar a los efectos. Muchas organizaciones que abogan por la justicia ambiental, como Native Movement y la Environmental Justice Foundation, han llamado la atención sobre esta disparidad, argumentando en última instancia que los países y las corporaciones que son más responsables del cambio climático deben asumir la responsabilidad financiera y ética por los daños existentes.
La reducción del hielo marino ártico no solo afecta la temperatura global y la crisis climática. También está dañando significativamente a las naciones Indígenas de formas sin precedentes. Los pueblos Indígenas del Ártico incluyen a los pueblos Indígenas que viven en Canadá, Groenlandia, Estados Unidos, Noruega y Rusia. En Canadá, hay nueve grupos principales de inuit. Son el labradormiut (Inuit del Labrador), nunavimmiut (inuit nunavik o inuit ungava), nunatsiarmiut (inuit de la Isla de Baffin), iglulingmiut (inuit de Iglulik), kivallirmiut (inuit caribou), netsilingmiut (inuit netsilik), inuuitamiinnait (inuit cobre), Sanikiluaq Inuit e Inuvialuit (inuit del Ártico Occidental o Inuit del Delta de Mackenzie). Si bien son menores en número, también hay naciones Indígenas no inuit en Canadá, como las naciones cree, dene e innu. En Groenlandia, los pueblos Indígenas son inuit. Comprenden la mayor parte de la población de la isla. En los Estados Unidos, las naciones Indígenas del Ártico residen en Alaska. Si bien hay muchas formas diferentes de categorizarlos, a menudo se agrupan regionalmente. En el sur, están los pueblos cup'ik, eyak, haida, tlingit, tsimshian y yup'ik. En el norte, están los pueblos yupik e inupiaq de la isla de San Lorenzo. En el interior viven los pueblos atabascos. Los pueblos alutiiq y unangax residen en las Islas Aleutianas y el centro-sur de Alaska. El pueblo saami habita en Noruega, Finlandia, Suecia y Rusia, y es el único grupo indígena dentro de la Unión Europea. Hay más de 180 Indígenas que residen en la tierra que actualmente se conoce como Rusia. Entre ellos se encuentran los buriatos, los enets, los evenkis, los khakas, los komis, los oroks, los nénets y los yakutos. Islandia es el único país ártico que no tiene naciones Indígenas, ya que sus ciudadanos descienden en su mayoría de europeos del norte. Debido al derretimiento del hielo, el aumento del nivel del mar, el aumento de la erosión y la pérdida de alimentos y caza tradicionales debido al cambio climático, todos estos grupos Indígenas corren un gran riesgo.
Los inuit que residen en Canadá enfrentan dificultades significativas para mantener sus sistemas alimentarios tradicionales debido al cambio climático. Los inuit de Canadá han cazado mamíferos durante cientos de años. Muchas de sus transacciones económicas tradicionales y ceremonias culturales se centraban y todavía se centran en las ballenas y otros mamíferos marinos. El cambio climático está provocando que el océano se caliente y acidifique, impactando negativamente a estas especies en estas áreas tradicionales y provocando que muchas se trasladen a otros lugares. Mientras que algunos creen que el calentamiento del Ártico causaría inseguridad alimentaria para los inuit canadienses al quitarles algunas de sus principales fuentes de alimentos, otros señalan la resistencia que han mostrado en el pasado a los cambios de temperatura y creen que probablemente podrán adaptarse. Aunque los antepasados de los inuit modernos viajarían a otros lugares del Ártico basándose en estos animales y se adaptarían a las rutas migratorias cambiantes, las fronteras y leyes geopolíticas modernas probablemente evitarían que esto suceda en la medida necesaria para preservar estos sistemas alimentarios tradicionales. Independientemente de si pueden modificar con éxito sus sistemas alimentarios marinos, perderán ciertos aspectos de su cultura. Para cazar estas ballenas y otros mamíferos marinos, han utilizado las mismas herramientas tradicionales durante generaciones. Sin estos animales que les proporcionen la subsistencia, una parte fundamental de su cultura corre grave riesgo.
Los inuit de Canadá también están perdiendo el acceso a las focas anilladas y los osos polares, dos animales clave que son esenciales para la dieta tradicional de los inuit. El cambio climático ha provocado caídas drásticas en la población de focas anilladas, lo que ha provocado graves daños a la economía invernal de subsistencia de los inuit. La foca anillada es la especie de subsistencia más prevalente en todo Nunavut, tanto en tierra como en agua. Sin la foca anillada, los inuit en Canadá perderían su sentido de ningiqtuq, o su forma cultural de compartir recursos. La carne de foca anillada es una de las principales carnes para este tipo de intercambio y se ha utilizado en este sistema durante cientos de años. Con el cambio climático, el ningiqtuq se alteraría drásticamente. Además, la foca anillada encarna los ideales de compartir, unidad y colectivismo debido al ningiqtuq. Su declive significa la pérdida de la identidad inuit. La población de osos polares también está disminuyendo debido al cambio climático. Los osos polares dependen de las focas anilladas para alimentarse, por lo que ambas disminuciones están correlacionadas. Esta disminución también está perjudicando al ningiqtuq, ya que la carne de oso polar se comparte entre los inuit.
Para los miembros  de la nación gwich'in, una nación indígena de Canadá, el caribú es fundamental para su cultura. Han coexistido con las gentes de la nación Gwich'in durante miles de años. Como resultado, toda su cultura está en riesgo inmediato. El número de caribúes está disminuyendo rápidamente debido al aumento de las temperaturas y al derretimiento del hielo. Sarah James, una destacada activista de los gwich'in, reveló: “Somos el pueblo del caribú. Los caribúes no son solo lo que comemos; ellos son quienes somos. Son las historias y las canciones y toda la forma en que vemos el mundo. Los caribú son nuestra vida. Sin el caribú, no existiríamos".
En Alaska, el aumento de la erosión y el aumento del nivel del mar debido al cambio climático han amenazado enormemente a muchas comunidades costeras como Kivalina. En Kivalina viven los iñupiat, una etnia nativa de Alaska. En los últimos años, el hielo marino que históricamente ha protegido a la comunidad se ha retirado. Las tormentas que anteriormente habrían golpeado el hielo también están azotando la ciudad. Los inupiat que residen en Kivalina reconocieron que debían reubicarse, pero no tenían los fondos suficientes para hacerlo. Como resultado, formularon una demanda contra veintidós productores de energía no Indígenas, como compañías petroleras y empresas de servicios públicos que han contribuido en gran medida a las emisiones de gases de efecto invernadero. Agrupándolos en una "categoría de productores de energía", los Inupiat exigieron una compensación. Afirmaron que las acciones de los productores de energía causaron "una interferencia sustancial e irrazonable con los derechos públicos, incluidos los derechos de uso y disfrute de la propiedad pública y privada en Kivalina". Si bien el Juzgado del Noveno Circuito de Estados Unidos no quiso tomar el caso, los Inupiat no dejaron de luchar por una indemnización. En 2013, demandaron al mayor emisor de gases de efecto invernadero, ExxonMobil en Kivalina vs. ExxonMobil Corp. La gente de Kivalina finalmente perdió la demanda. La Corte Suprema de Estados Unidos confirmó esta decisión. Debido a la continua falta de preocupación y financiamiento del gobierno federal, los Inupiat de Kivalina, junto con cuatro grupos Indígenas que residen en Luisiana, formalizaron una denuncia contra Estados Unidos. Enviaron esta denuncia a las Naciones Unidas, exigiendo que se escuche su voz y se proteja su tierra de la erosión costera y de mayores impactos del cambio climático global. Los cinco grupos juntos afirman que Estados Unidos "no ha protegido los derechos humanos de las naciones tribales en Luisiana y Alaska, que están siendo desplazadas por la fuerza de sus tierras ancestrales". En abril de 2020, la ciudad de Kivalina todavía busca una compensación. Hay informes que sugieren que el derretimiento del permafrost, las tormentas repetidas y la disminución de la tierra podrían hacer que Kivalina sea inhabitable para 2025.
Además, el cambio climático está provocando incendios forestales en todo Alaska. Estos incendios forestales se están extendiendo por todo el estado, afectando tanto a las comunidades urbanas y rurales como a las comunidades Indígenas y no Indígenas. Sin embargo, las comunidades Indígenas no tienen los mismos recursos económicos para hacer frente a estos incendios, y sus estilos de vida y culturas dependen más de la tierra que se está quemando. Un estudio que comparó la comunidad rural Koyukon Athabascan de Huslia con Fairbanks concluyó que aquellos en Fairbanks tienen un ingreso familiar medio más alto para hacer frente a estos incendios. Este estudio también reconoce cómo la comunidad rural Koyukon Athabascan de Huslia depende más de las tierras circundantes para la cosecha de alimentos silvestres. Además, su aporte calórico y proteico es más susceptible al fuego. El aumento de los incendios significa que corren un mayor riesgo de inseguridad alimentaria.
Para el pueblo saami, su relación con los renos también está en peligro. El pastoreo de renos ha ayudado a los saami a sobrevivir durante siglos. Los saami que residen en Finnmark, un área geográfica en el norte de Noruega, pueden ver cambios en este proceso debido al cambio climático. Las proyecciones climáticas revelan muchos escenarios durante el siglo XXI en los que es posible que las áreas regionales y locales ya no tengan las condiciones adecuadas para criar renos y aprovechar sus beneficios. Tradicionalmente, los pastores saami reaccionarían a los cambios ambientales mudándose a un área más ventajosa con condiciones ideales de nieve, temperaturas y otros recursos ecológicos. Sin embargo, en los tiempos modernos, la resiliencia ya no es una opción. Las barreras económicas y legales impuestas a los saami por Noruega, la pérdida de hábitat y la pérdida significativa de nieve obstaculizan la capacidad de la nación saami para responder a estos cambios. También hay mucha incertidumbre con respecto al cambio climático. El cambio climático puede generar dificultades aún más inesperadas para mantener esta práctica tradicional. Los renos no solo son económicamente importantes para los saami, sino que también son una parte fundamental de su cultura. Los renos se inspiraron y continúan inspirando sonidos, festivales, lenguaje y narraciones. Para ayudar a los saami tanto como sea posible, los países escandinavos y la comunidad internacional deben reconocer tanto sus sistemas de conocimientos tradicionales y formas de vida como su derecho a estar presentes en la mesa de toma de decisiones.
Un ejemplo de grupos Indígenas que actuaron en respuesta al cambio climático en el Ártico fue el Consejo Intertribal de Alaska que tomó medidas con respecto a la disminución de la población de osos polares que estaba directamente relacionada con la disminución de las capas de hielo para que pudieran vivir. Los nativos de Alaska dependen de los osos polares y conviven con ellos y, a través de su conocimiento indígena, han contribuido a la cogestión con el gobierno federal de los Estados Unidos para aumentar y mejorar los esfuerzos de conservación con respecto a esta especie.

### Asia
Los pueblos Indígenas de Asia sufren una amplia variedad de problemas debido al cambio climático, que incluyen, entre otros, sequías prolongadas, inundaciones, ciclos estacionales irregulares, tifones y ciclones con una fuerza sin precedentes y un clima altamente impredecible. Esto ha provocado un empeoramiento de la seguridad alimentaria y del acceso al agua potable, lo que a su vez se ha traducido en un aumento de las enfermedades transmitidas por el agua, los golpes de calor y la malnutrición. Los estilos de vida Indígenas en Asia se han desarraigado y alterado por completo debido a los factores anteriores, pero también debido a la mayor expansión de las plantaciones de monocultivos, las represas hidroeléctricas y la extracción de uranio en sus tierras y territorios antes de su consentimiento libre e informado.
En el sur de Irak, los agricultores Indígenas todavía siguen métodos de agricultura que provienen de la época de los sumerios. Sin embargo, el calentamiento global afectó los ciclos de cultivo debido a veranos más largos y calurosos. Por ejemplo, agosto es el mes de la reducción de uvas y la producción de uvas. Pero las frutas no están apareciendo en sus tiempos habituales. Además, debido a las temperaturas más altas en septiembre, los agricultores no pueden sacar sus búfalos del agua por temor a que se sobrecalienten, lo que implica que no cuentan con herramientas de tracción a sangre para realizar sus tareas de siembra.
Los agricultores Indígenas de mayor edad que utilizan métodos agrícolas tradicionales pueden sentirse confundidos por el cambio climático y no estar seguros de qué y cuándo cultivar.

### América Latina

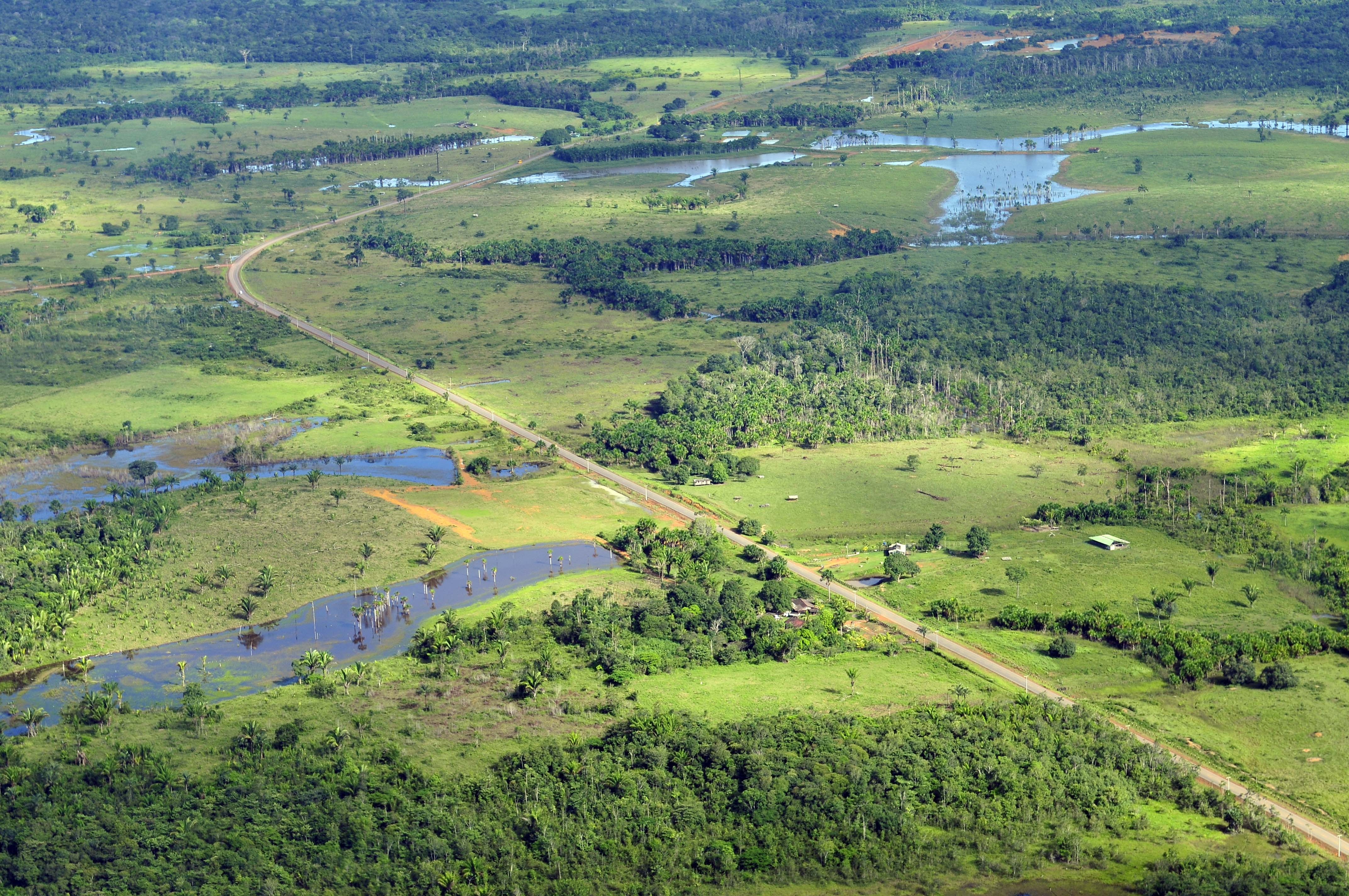
Deforestación en el Amazonas cerca de Manaus, la capital del estado brasileño de Amazonas

Aunque algunas culturas prosperan en entornos urbanos como la  Ciudad de México o Quito, los pueblos Indígenas de América Latina pueblan la mayoría de las áreas rurales pobres en países como Argentina, Ecuador, Brasil, Perú y Paraguay. Los pueblos Indígenas consisten en 40 millones de la población de América Latina y el Caribe. Esto hace que estas poblaciones sean extremadamente susceptibles a las amenazas del cambio climático debido a factores socioeconómicos, geográficos, culturales y políticos. La educación formal es limitada en estas áreas, lo que limita las contribuciones de habilidades a la economía de mercado. Hay más de 600 identidades etnográfico-lingüísticas que viven en la región de América Latina, la mayoría de las cuales viven en la selva amazónica. Esta distinción de culturas proporciona diferentes idiomas, visiones del mundo y prácticas que contribuyen a los medios de vida de los Indígenas.

#### Impactos del cambio climático en los pueblos Indígenas de América Latina
Las industrias extractivas en América Latina están amenazando el sustento de las personas Indígenas por cambios en el uso del suelo, lo que a su vez exacerba el cambio climático. Estas políticas extractivas fueron implementadas originalmente sin el consentimiento de los pueblos Indígenas y ahora se implementan medidas de mitigación sin respetar los derechos de los pueblos Indígenas, específicamente en el caso de REDD. La deforestación, la degradación y la fragmentación de los bosques no solo afectan negativamente las áreas y los medios de vida de los habitantes, sino que también contribuyen a la liberación de más gases de efecto invernadero a la atmósfera. Por lo tanto, la deforestación ha tenido y seguirá teniendo efectos desproporcionados sobre los pueblos Indígenas de los bosques tropicales de América Latina, incluido el desplazamiento de estas comunidades de sus tierras nativas.
En la cuenca del Amazonas, donde los peces son un recurso principal, las precipitaciones y las inundaciones tienen un gran impacto en la reproducción de los peces. La inconsistencia en las precipitaciones e inundaciones ha afectado y disminuido la reproducción de peces y tortugas en el río Amazonas. El cambio climático ha alterado los patrones de las aves migratorias y ha cambiado los tiempos de inicio y finalización de las estaciones húmedas y secas, lo que afecta los patrones de la vida diaria de los pueblos Indígenas de América Latina.
El cambio climático causado por los humanos probablemente tendrá un efecto devastador en las lenguas Indígenas en la cuenca de la selva amazónica. Aproximadamente el 20 por ciento de las lenguas en peligro de extinición se encuentran en la región y la pérdida de tierras ancestrales probablemente dificultará la preservación de las lenguas Indígenas, lo que provocará una crisis cultural que podría amenazar "el conocimiento antiguo, el patrimonio cultural y todo un sentido de comunidad".
Como la mayoría de las contribuciones y los roles de la lucha contra el cambio climático, los derechos y recursos de los pueblos Indígenas a menudo no se reconocen, estas comunidades enfrentan las repercusiones desproporcionadas y más negativas del cambio climático y de los programas de conservación. Debido a la estrecha relación que los pueblos Indígenas tienen con la naturaleza, se encuentran entre los primeros en enfrentar las repercusiones del cambio climático en un grado muy devastador.

#### Desigualdad de género
Los pueblos Indígenas sufren de manera desproporcionada los impactos del cambio climático, y las mujeres aún más. La discriminación y algunas leyes consuetudinarias obstaculizan la participación política, lo que hace que el número de mujeres Indígenas sea extremadamente bajo. Aunque la participación de las mujeres Indígenas todavía está rezagada, países como Bolivia, Ecuador, Guatemala, México, Nicaragua y Perú han mejorado su participación política de los pueblos Indígenas. Además, las mujeres a menudo se enfrentan a un arduo trabajo físico. Para reducir el daño, mejorar la salud de los seres humanos y el medio ambiente, una organización no gubernamental en Brasil introdujo una estufa ecológica que elimina la necesidad de leña pesada para obtener energía y cocinar. Esto ha empoderado a las mujeres Indígenas en Brasil y las áreas circundantes, ya que alrededor de 53.000 personas tienen la oportunidad de vivir vidas más saludables y fáciles.

#### Estrategias de adaptación
Debido al amplio conocimiento y la capacidad de los pueblos Indígenas para predecir e interpretar los patrones y condiciones climáticos, estas poblaciones son vitales para la adaptación y la supervivencia de las amenazas climáticas planteadas. Desde hace cientos de años, la experimentación con la naturaleza y el desarrollo de estrategias culturales inherentemente sostenibles ha permitido a los pueblos Indígenas transmitir sus conocimientos a las generaciones futuras. Esto ha hecho que los pueblos Indígenas sean cruciales para comprender la relación entre la naturaleza, las personas y la conservación del medio ambiente. En América Latina y el Caribe, los pueblos Indígenas están reestructurando y cambiando las prácticas agrícolas para adaptarse a los cambios climáticos. También están trasladando y reubicando actividades agrícolas de áreas afectadas por la sequía a áreas con áreas más adecuadas y más húmedas. América Latina y el Caribe debe buscar la conservación del medio ambiente ya que el 65% de la tierra indígena no se ha desarrollado intensamente.

#### Política y acción global
Después del movimiento zapatista en México a mediados de la década de 1990, los temas Indígenas fueron reconocidos internacionalmente y el inicio de avances para la participación y el reconocimiento político indígena. Bolivia, Ecuador y Venezuela tienen la mayor representación política de los pueblos Indígenas, siendo México el que tiene la mayor brecha en proporción a la representación y la población. Los tratados y objetivos internacionales como la Agenda 2030 para el Desarrollo Sostenible, el Acuerdo de París y la Agenda de Acción de Addis Abeba han reconocido los derechos de los pueblos Indígenas.
Las mujeres juegan un papel crucial en la lucha contra el cambio climático, especialmente en la cultura indígena, y es imperativo reconocer los liderazgo fuerte y sus éxitos. A pesar de las amenazas del cambio climático, las mujeres Indígenas se han levantado e impulsado por soluciones sostenibles a escala local y global.

### El Caribe
Los impactos del cambio climático son desproporcionado en los pueblos Indígenas, cuando los pueblos Indígenas son los que menos contribuyen al cambio climático. El principal efecto del cambio climático en la región del Caribe es el aumento de la ocurrencia de fenómenos meteorológicos extremos. Ha habido una afluencia de inundaciones repentinas, tsunamis, terremotos, vientos extremos y deslizamientos de tierra en la región. Estos eventos han provocado daños de infraestructura de gran alcance a la propiedad pública y privada para todos. Por ejemplo, el huracán Iván infligió daños en Granada por un total del 135% de su PBI, lo que hizo que el país retrocediera unos diez años en desarrollo. Sin embargo, los efectos de estos eventos los sienten con más fuerza las personas Indígenas, que se han visto obligadas a trasladarse a las zonas más extremas del país debido a los efectos duraderos del colonialismo en la región. Los fenómenos meteorológicos extremos son aún más pronunciados y provocan la devastación de los cultivos y el ganado. Además, en el Caribe, debido al cambio climático está aumentando el nivel del mar, se produce erosión costera, menor acceso a la playa, una reducción de la vegetación y los ríos se están secando. La erosión costera, así como la pérdida de vegetación, se debe en parte a la construcción de edificios y complejos a lo largo de las costas vulnerables en todo el Caribe, generalmente relacionado con la expansión de la industria del turismo y el aumento de la actividad económica.
En 2005, se produjo un extenso blanqueamiento de corales en todo el Caribe debido a temperaturas de la superficie del mar inusualmente altas. Un gran blanqueamiento de los corales puede tener efectos perjudiciales en la salud de los ecosistemas marinos y puede conducir a una reducción de las poblaciones de peces, de las que los pueblos Indígenas del Caribe dependen como fuente de alimento y forma de ingresos. Teniendo en cuenta que muchas regiones del Caribe tienen escasez de agua y muchos pequeños Estados insulares en desarrollo dependen de las lluvias, la seguridad del agua subterránea también se ha convertido en un problema.
Con prácticas agrícolas cambiantes, los pueblos Indígenas y los habitantes de estas regiones deben integrar los planes de reducción de riesgos de desastre, los objetivos nacionales de desarrollo sostenible y la conservación del medio ambiente en la vida cotidiana. Las tierras Indígenas están constantemente bajo ataque por gobiernos e industrias, por lo que los pueblos Indígenas deben aliarse con otras organizaciones para defender sus derechos. La región del Caribe se ha centrado en las necesidades de creación de capacidad para permitir que los pueblos Indígenas utilicen su conocimiento tradicional para desarrollar la resiliencia comunitaria al cambio climático.

### América del Norte

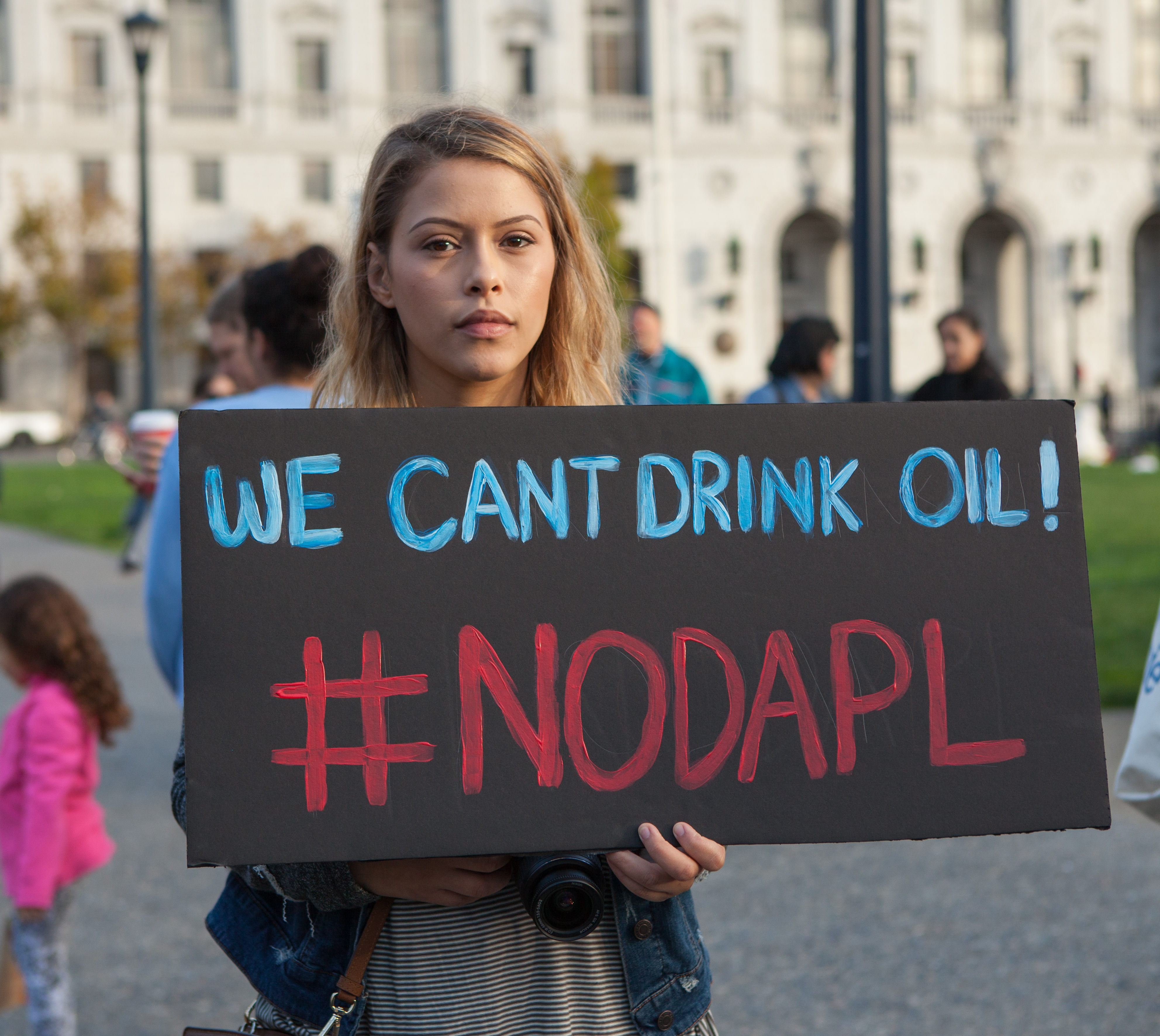
Una persona que protesta por el oleoducto Dakota Access tiene un cartel que dice "¡No podemos beber petróleo! #NoDAPL"

Los cambios ambientales debidos al cambio climático que han tenido y seguirán teniendo efectos en los pueblos Indígenas de América del Norte incluyen aumentos de temperatura, cambios en las precipitaciones, disminución de la capa de nieve y glaciares, aumento del nivel del mar, aumento de las inundaciones, sequías y clima extremo. La inseguridad alimentaria y del agua, acceso limitado a alimentos y lugares tradicionales y una mayor exposición a enfermedades infecciosas son todos impactos de dimensión humana que muy probablemente seguirán a los cambios ambientales mencionados anteriormente.
Uno de cada cuatro nativos americanos enfrenta inseguridad alimentaria. Las tribus norteamericanas, como los inuit, dependen de actividades de subsistencia como la caza, la pesca y la recolección. El 15-22% de la dieta en algunas comunidades tribales proviene de una variedad de alimentos tradicionales. Estas actividades son importantes para la supervivencia de la cultura tribal y para la autodeterminación colectiva de una tribu. Las dietas Indígenas de América del Norte consisten en alimentos básicos como arroz salvaje, mariscos, frijoles, alces, ciervos, bayas, caribú, morsa, maíz, calabaza, pescado y focas. Los efectos del cambio climático, incluidos los cambios en la calidad y la disponibilidad de agua dulce, los patrones migratorios cambiantes de las especies básicas y la creciente rareza de las especies de plantas nativas, han hecho cada vez más difícil para las tribus subsistir con sus dietas tradicionales y participar en su dieta. actividades de importancia cultural. Las dietas tradicionales de los Indígenas norteamericanos también proporcionan nutrientes esenciales. En ausencia de estos productos básicos esenciales, y a menudo porque las poblaciones residen en "desiertos alimentarios" y están sujetas a la pobreza, los nativos estadounidenses que viven en reservas están sujetos a niveles más altos de enfermedades perjudiciales relacionadas con la dieta, como diabetes, obesidad, y enfermedades del corazón. En algunos condados de nativos americanos de Estados Unidos, el 20% de los niños de 2 a 5 años son obesos.
Las poblaciones Indígenas en los Estados Unidos y Canadá son comunidades desproporcionadamente vulnerables a los efectos del cambio climático debido a las desventajas socioeconómicas. Estos cambios ambientales tendrán implicaciones en el estilo de vida de los grupos Indígenas que incluyen, entre otros, los nativos de Alaska, los inuit, los dene y los gwich'in. Hay tasas más altas de pobreza, niveles más bajos de acceso a la educación, a la vivienda y a las oportunidades de empleo en las comunidades Indígenas que en las comunidades no Indígenas de América del Norte. Estas condiciones aumentan la vulnerabilidad y sensibilidad de las comunidades Indígenas al cambio climático. Estas desventajas socioeconómicas no solo aumentan su vulnerabilidad y, en algunos casos, la exposición, sino que también limitan la capacidad de los grupos Indígenas para hacer frente y recuperarse de los efectos nocivos que trae el cambio climático. Algunas de las soluciones propuestas para combatir el cambio climático en América del Norte, como la mitigación de la contaminación del carbón y los alimentos transgénicos, en realidad violan los derechos de los pueblos Indígenas e ignoran lo que es mejor para ellos a favor de mantener el crecimiento económico en la región. Además, muchas comunidades tribales ya se han enfrentado a la necesidad de reubicarse o protegerse contra el cambio climático (debido a, por ejemplo, el aumento del nivel del mar), pero hay una falta general de fondos y programas dedicados de apoyo gubernamental para ayudar a las comunidades tribales a protegerse del cambio climático y a reubicarse, lo que resulta en un mayor desgaste de las culturas y comunidades Indígenas. Además, la pérdida de biodiversidad en la región ha limitado gravemente la capacidad de los nativos para adaptarse a los cambios en su entorno. Tales incertidumbres y cambios en los medios de vida e incluso en la cultura, junto con la destrucción de ecosistemas y especies culturalmente significativas, pueden afectar negativamente la salud mental y el "sentido de pertenencia" de las personas Indígenas. Además, los aumentos de temperatura amenazan las prácticas culturales. Muchas ceremonias Indígenas implican pasar días sin comida ni agua, lo que puede convertirse en una amenaza para la salud e incluso para la vida con temperaturas cada vez más altas.
Un tema importante a considerar al observar la intersección del cambio climático y las poblaciones Indígenas es tener un marco indígena y comprender el conocimiento indígena. Debido al efecto directo que tiene el cambio climático en los medios de vida de muchos pueblos Indígenas y su conexión con la tierra y la naturaleza, estas comunidades han desarrollado varios sistemas de conocimiento indígena. El conocimiento indígena se refiere al conocimiento colectivo que se ha acumulado y evolucionado a lo largo de múltiples generaciones sobre la relación de las personas con el medio ambiente. Estos sistemas de conocimiento se están volviendo cada vez más importantes dentro de las conversaciones sobre el cambio climático debido a la larga línea de tiempo de las observaciones ecológicas y la comprensión ecológica regional. Sin embargo, existen peligros que conlleva compartirlos. El conocimiento tradicional es a menudo parte de la identidad espiritual de una población indígena, y su uso indebido puede llevar a la explotación de su cultura, por lo que algunos pueblos pueden dudar en compartir su conocimiento. Sin embargo, un ejemplo de las formas en que el conocimiento indígena se ha utilizado de manera efectiva para comprender el cambio climático es el monitoreo del Ártico por parte de los nativos de Alaska. Su conocimiento se ha utilizado para monitorear los cambios en el comportamiento de los animales y los patrones climáticos, así como para desarrollar formas de adaptarse en un entorno cambiante.
En reacción a los cambios ambientales dentro de las comunidades tribales de América del Norte, los movimientos de activismo indígena se han organizado y se han levantado para protestar contra las injusticias que se les imponen. Un ejemplo notable y reciente de activismo indígena gira en torno al movimiento #NoDAPL. "El 1 de abril, los ciudadanos tribales de la nación Standing Rock Lakota y otros ciudadanos de Lakota, Nakota y Dakota fundaron un campamento espiritual a lo largo de la ruta propuesta del oleoducto Dakota Access", para oponerse a la instalación de un oleoducto a través de tierra indígena. Otro ejemplo sería el noroeste de Ontario, donde los pueblos Indígenas de Grassy Narrows First Nation han protestado contra la deforestación en su territorio. Las tribus pesqueras del estado de Washington han protestado contra la sobrepesca y la destrucción del hábitat. El activismo ambiental indígena contra los efectos del cambio climático y las fuerzas que facilitan los efectos dañinos en curso sobre las tierras tribales, tiene como objetivo corregir su vulnerabilidad y condición de desventaja, al mismo tiempo que contribuye a una discusión más amplia sobre la soberanía tribal. En un esfuerzo por promover el reconocimiento de las tribus Indígenas de acuerdo con el activismo ambiental indígena, los científicos y organizaciones Indígenas, como la Sociedad Indio Americana de Ciencia e Ingeniería, han señalado la importancia de incorporar las ciencias Indígenas en los esfuerzos hacia la sostenibilidad, dado que las ciencias Indígenas ofrecen una comprensión del mundo natural y la relación del ser humano con él, a diferencia de las ciencias occidentales.

### Pacífico y Oceanía

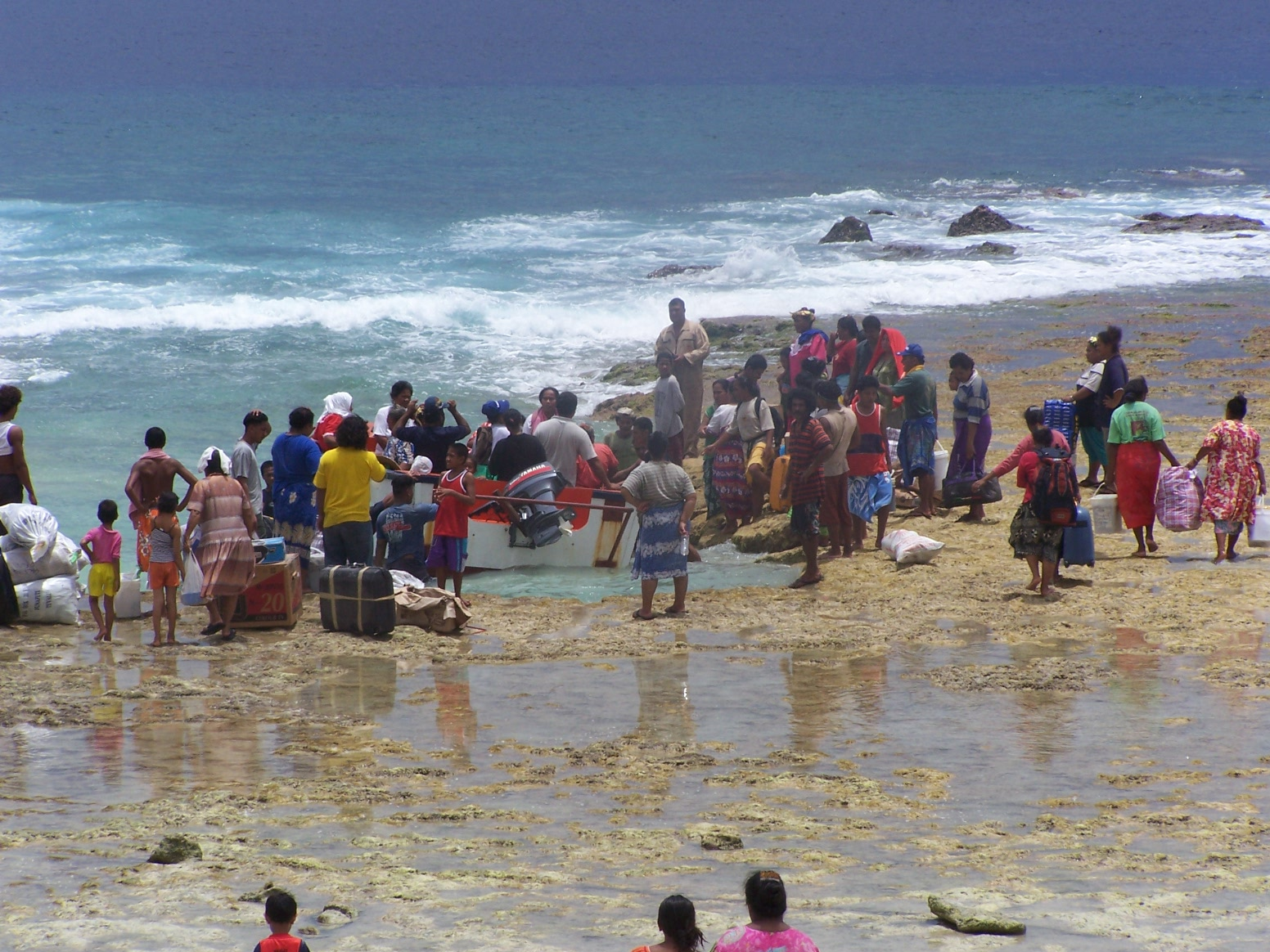
Desembarco de una carga en la isla hundida de Tuvalu, en el Atlántico medio, al este de Papúa Nueva Guinea.

La región del Pacífico se caracteriza por costas insulares y de baja elevación, lo que la hace muy susceptible al aumento del nivel del mar y los efectos de la erosión del cambio climático. Islas enteras se han hundido en la región del Pacífico debido al cambio climático, desplazando y matando a Indígenas. Además, la región sufre un aumento continuo de la frecuencia y gravedad de los ciclones, las inundaciones y las mareas intensificadas, y la disminución de la biodiversidad debido a la destrucción de los arrecifes de coral y los ecosistemas marinos. Esta disminución de la biodiversidad se combina con una disminución de las poblaciones de peces y otras especies marinas de las que dependen los pueblos Indígenas de la región para alimentarse. Los pueblos Indígenas de la región también están perdiendo muchas de sus fuentes de alimentos, como la caña de azúcar, el ñame, el taro y los plátanos, debido al cambio climático, además de ver una disminución en la cantidad de agua potable disponible a partir de las lluvias y la intrusión salina.
Muchas naciones insulares del Pacífico dependen económicamente de la industria del turismo. Los pueblos Indígenas no están fuera de las condiciones económicas de una nación, por lo tanto, se ven afectados por las fluctuaciones del turismo y cómo se ve afectado por el cambio climático. Los arrecifes de coral del Pacífico son una gran atracción turística y con la acidificación y el calentamiento del océano debido al cambio climático, los arrecifes de coral que muchos turistas quieren ver se están blanqueando, lo que lleva a un declive en el crecimiento de la industria.
Según Rebecca Tsosie, profesora conocida por su trabajo en derechos humanos de los pueblos Indígenas, los efectos del cambio climático global son especialmente visibles en la región del Pacífico. La estrecha relación de los pueblos Indígenas con su entorno genera una mayor necesidad de que los pueblos Indígenas se adapten rápidamente a los efectos del cambio climático debido a la fuerte dependencia del medio ambiente que las rodea.

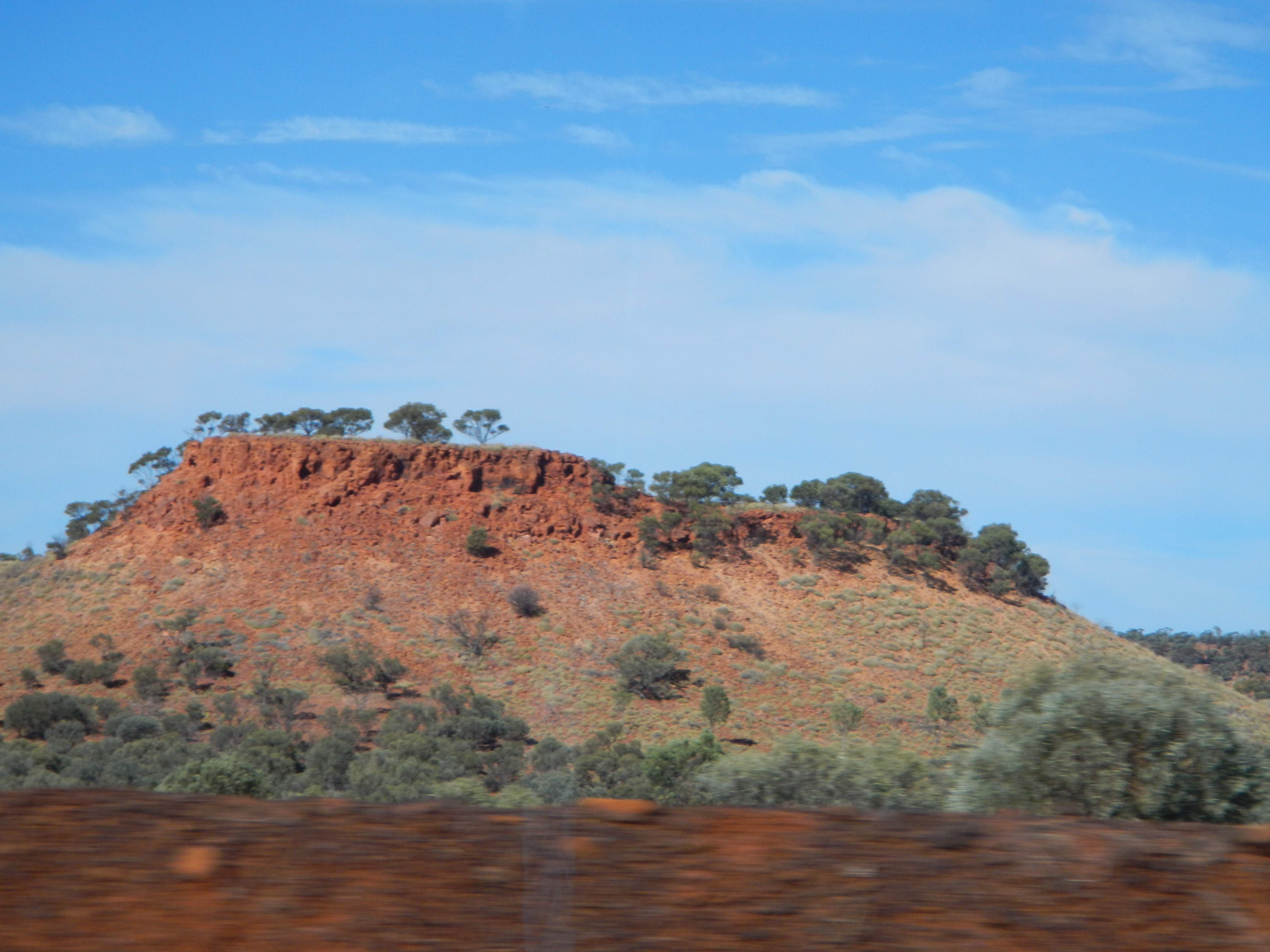
Paisaje del interior de Australia

### Australia
Muchos pueblos Indígenas viven en zonas agrícolas rurales y remotas de Australia, especialmente en las zonas norte y sur del continente. Existe una variedad de impactos climáticos diferentes en las diferentes comunidades aborígenes, que incluyen ciclones en la región norte e inundaciones en Australia central que impactan negativamente los sitios culturales y, por lo tanto, la relación entre los pueblos Indígenas y los lugares que albergan sus conocimientos tradicionales.
Algunos de estos cambios incluyen un aumento en el nivel del mar, que se calientan más y por un período de tiempo más largo, y ciclones más severos durante la temporada de ciclones. Los problemas climáticos incluyen incendios forestales, olas de calor, inundaciones, ciclones, aumento del nivel del mar, aumento de las temperaturas y erosión. Las comunidades más afectadas por los cambios climáticos son las del norte, donde los aborígenes y los isleños del Estrecho de Torres constituyen el 30% de la población. Las comunidades aborígenes e isleñas del Estrecho de Torres ubicadas en la costa norte son las más desfavorecidas debido a problemas sociales y económicos y su dependencia de las tierras tradicionales para la alimentación, la cultura y la salud. Para muchos pobladores esto genera la pregunta de si deben reubicarse.
Los pueblos Indígenas siempre han respondido y se han adaptado al cambio climático, incluidos los pueblos Indígenas de Australia. Los Indígenas australianos han existido en Australia durante decenas de miles de años. Debido a esta habitación continua, los Indígenas australianos han observado y adaptado los cambios climáticos y ambientales durante milenios, lo que los posiciona de manera única para poder responder a los cambios climáticos actuales. Aunque estas comunidades han cambiado y cambiado sus prácticas con el tiempo, existe un conocimiento ecológico tradicional que puede beneficiar a las comunidades locales e Indígenas de hoy. A los pueblos Indígenas no se les han ofrecido muchas oportunidades ni se les han proporcionado suficientes plataformas para influir y contribuir con sus conocimientos tradicionales a la creación de políticas internacionales y locales actuales asociadas a la adaptación al cambio climático.

## Acción climática de los pueblos Indígenas
Los pueblos Indígenas están trabajando para prevenir y combatir los efectos del cambio climático de diversas formas, incluso a través del activismo climático. Algunos ejemplos de activistas climáticos Indígenas incluyen a Autumn Peltier, de la Primera Nación Wiikwemkoong en la isla Manitoulin en el norte de Ontario y Nina Gualinga de la comunidad Kichwa de Sarayacu en la Amazonía ecuatoriana.
Autumn Peltier, de la Primera Nación Wiikwemkoong en la isla Manitoulin en el norte de Ontario, ha sido una fuerza impulsora en la lucha para proteger el agua en las comunidades Indígenas de Canadá. Peltier es el comisionado principal de aguas de Anishinabek Nation, que aboga por 40 Primeras Naciones miembros en Ontario. Con solo 15 años, Peltier se está uniendo para la acción para proteger las aguas Indígenas y se ha convertido en parte del movimiento de acción climática.
Nina Gualinga ha pasado la mayor parte de su vida trabajando para proteger la naturaleza y las comunidades de la Amazonía ecuatoriana. A los 18 años, representó a jóvenes Indígenas ante la Corte Interamericana de Derechos Humanos, ayudando a ganar un caso histórico contra el gobierno ecuatoriano por permitir la extracción de petróleo en tierras Indígenas. Ahora aboga en el escenario internacional por los derechos Indígenas y una economía libre de combustibles fósiles. Gualinga recibió recientemente el Premio de la Juventud del Presidente Internacional de WWF, que reconoce los logros sobresalientes de los conservacionistas menores de 30 años.
Las comunidades Indígenas también están trabajando para combatir los impactos del cambio climático en sus comunidades a través de iniciativas comunitarias. Por ejemplo, los miembros de la comunidad inuit de Rigolet, Nunastavit en Labrador están trabajando para combatir los sentimientos de desconexión cultural mediante la organización de la enseñanza de habilidades tradicionales en clases comunitarias, permitiendo que las personas se sientan más conectadas con su cultura y entre sí. Además, los miembros de la comunidad de Rigolet trabajaron con investigadores de la Universidad de Guelph para desarrollar una aplicación que permite a los miembros de la comunidad compartir sus hallazgos sobre la seguridad del hielo marino local, como una forma de reducir la ansiedad que rodea la incertidumbre de las condiciones ambientales. Los miembros de la comunidad han identificado estos recursos como herramientas valiosas para hacer frente al dolor ecológico que sienten como resultado del cambio climático.
Además, las comunidades y grupos Indígenas están trabajando con programas gubernamentales para adaptarse a los impactos que el cambio climático está teniendo en sus comunidades. Un ejemplo de un programa gubernamental de este tipo es el Programa de Adaptación a la Salud y el Cambio Climático (CCHAP, por sus siglas en inglésAthabascan) dentro de la Rama de Salud Inuit de las Primeras Naciones de Servicios Indígenas de Canadá. La Primera Nación Selkirk trabajó con el CCHAP para emprender un proyecto que se centró en la relación entre la tierra, el agua y las personas que dependen de los campamentos pesqueros para la seguridad alimentaria y para continuar con las prácticas culturales que apoyan el bienestar mental, físico, emocional y espiritual de su gente. El Grupo de Conservación Mi'kmaw de la Confederación del continente Mi'kmaq en Nueva Escocia también trabajó con el CCHAP en un proyecto que involucra la realización de investigaciones relacionadas con el clima, la participación de miembros de la comunidad, el desarrollo de evaluaciones de necesidades y la presentación de informes sobre el estado de los planes de emergencia relacionados con el cambio climático. La Acción Climática Indígena (ICA) es también una organización que es la única organización indígena de justicia climática en Canadá. Implementan "herramientas, educación y capacidad necesarias para garantizar que el conocimiento indígena sea una fuerza impulsora en las soluciones climáticas". Específicamente, realizaron muchas demostraciones que obligaron a Teck a retirarse del proyecto de arenas bituminosas Frontier.

## Beneficios de la participación de los pueblos Indígenas en la gobernanza del cambio climático
Históricamente, las personas Indígenas no han sido incluidas en las conversaciones sobre el cambio climático y no han existido marcos para que participen en la investigación. Por ejemplo, los pueblos Indígenas de la selva ecuatoriana que habían sufrido una fuerte disminución de la biodiversidad y un aumento de las emisiones de gases de efecto invernadero debido a la deforestación del Amazonas no se incluyeron en el proyecto de 2005 Reducción de emisiones por deforestación y degradación forestal (REDD +). Esto es especialmente difícil para los pueblos Indígenas porque muchos pueden percibir cambios en su clima local, pero luchan por encontrar razones para el cambio observado.

### Conocimiento indígena
Los críticos del programa insisten en que su participación es necesaria no solo porque creen que es necesaria por razones de justicia social, sino también porque los grupos Indígenas protegen mejor sus bosques que los parques nacionales. Este conocimiento basado en el lugar arraigado en las culturas locales, el conocimiento indígena (CI), es útil para determinar los impactos del cambio climático, especialmente a nivel local, donde los modelos científicos a menudo no son tan precisos. Además, el CI juega un papel crucial en la implementación de nuevos programas ambientales porque estos programas tienen una mayor tasa de participación y son más efectivos cuando los Pueblos Indígenas tienen voz en cómo se configuran los propios programas. Dentro del CI existe un subconjunto de conocimiento denominado Conocimiento Ecológico Tradicional. El conocimiento ecológico tradicional es el conocimiento que los pueblos Indígenas han acumulado a través del paso de lecciones y experiencias de generación en generación. El conocimiento ecológico tradicional es específicamente el conocimiento sobre la relación del grupo y sus clasificaciones de otros seres vivos y el entorno que los rodea.

### Gobernanza del cambio climático
Por extensión, la gobernanza, especialmente la gobernanza climática, se beneficiaría de un vínculo institucional con el conocimiento tradicional porque hipotéticamente conduciría a una mayor seguridad alimentaria. Tal vínculo también fomentaría un sentido compartido de responsabilidad por el uso de los recursos naturales del medio ambiente de una manera que esté en línea con el desarrollo sostenible en su conjunto, pero especialmente con los Objetivos de Desarrollo Sostenible de la ONU. Además, llevar los problemas de gobernanza a los pueblos Indígenas, aquellos que están más expuestos y desproporcionadamente vulnerables a los problemas climáticos, desarrollaría la resiliencia de la comunidad y aumentaría la sostenibilidad local, lo que a su vez conduciría a ramificaciones positivas a niveles superiores. Se teoriza que aprovechar el conocimiento de las personas Indígenas a nivel local es la forma más eficaz de avanzar hacia la sostenibilidad global. Las comunidades Indígenas del norte de Australia tienen conocimientos tradicionales generacionales específicos sobre los patrones meteorológicos y los cambios climáticos. Estas comunidades se han adaptado al cambio climático en el pasado y tienen conocimientos que las personas no Indígenas pueden utilizar para adaptarse al cambio climático en el futuro. Más recientemente, un número creciente de científicos climáticos y activistas Indígenas abogan por la inclusión del conocimiento tradicional en la investigación sobre políticas de cambio climático y esfuerzos de adaptación para comunidades Indígenas y no Indígenas.
El Panel Intergubernamental para el Cambio Climático (IPCC) enfatizó su apoyo a la inclusión del conocimiento tradicional en su Informe Especial: Calentamiento Global de 1.5 °C diciendo:

Existe evidencia media y alto acuerdo de que el conocimiento indígena es fundamental para la adaptación, sustentando la capacidad de adaptación a través de la diversidad de los sistemas indígenas de manejo agroecológico y forestal, la memoria social colectiva, el depósito de la experiencia acumulada y las redes sociales. . . Muchos académicos sostienen que el reconocimiento de los derechos indígenas, los sistemas de gobernanza y las leyes son fundamentales para la adaptación, la mitigación y el desarrollo sostenible.